# Pretty Noose
Pretty Noose – utwór amerykańskiej grupy rockowej Soundgarden, napisany przez frontmana zespołu, Chrisa Cornella. "Pretty Noose" został wydany w marcu 1996 roku, jako pierwszy singel promujący szósty album zespołu, Down on the Upside. Utwór został odnotowany na 2 pozycji w zestawieniu Billboard Modern Rock Tracks chart. "Pretty Noose" został uwzględniony na składance A-Sides, zawierającej największe przeboje zespołu, wydanej w 1997 roku.

## Pochodzenie i nagranie
"Pretty Noose" został napisany przez wokalistę, Chrisa Cornella. Matt Cameron o utworze:
"Ta piosenka była dla mnie swego rodzaju ciekawa, ponieważ byliśmy wówczas na etapie tworzenia tylko i wyłącznie utworów demo. Jednak dość szybko nauczyłem się melodi i mogliśmy rozpocząć nagranie. Gdy to nagrywaliśmy, musiałem chodzić piechotą do studia, to też moje nogi był zmęczone. Ale to zbyt długa historia, starałem się dostać do studia nawet pieszo, by nagrać partie perkusji."

## Kompozycja
"Pretty Noose" został nagrany przy użyciu pedału Wah-wah, a także z gitarą nastrojoną w następujący sposób: C-G-C-G-G-E. Ów strój został zapoczątkowany przez basistę Bena Shepherda, przy pisaniu utworu "Head Down".

## Tekst
Zgodnie z Cornell, "Pretty Noose" jest o "Czymś, co z pozoru wydaje się dobre, a następnie powraca by Cię dręczyć"

## Wydanie i odbiór
"Pretty Noose" pojawił się na liście magazynu Billboard's Hot 100 Airplay, osiągając top 40. Piosenki znalazł się na czwartej pozycji na Billboard Mainstream Rock Tracks i miejscu drugim na liście Billboard Modern Rock Tracks. W 1997 r. "Pretty Noose" otrzymał nagrodę Grammy w kategorii Best Hard Rock Performance.
Poza Stanami Zjednoczonymi, singiel został wydany w Wielkiej Brytanii. W Kanadzie, utwór znalazł się w pierwszej 50 na Kanadyjskiej liście przebojów, a później na wykresie Alternatywne Top 30 gdzie osiągnął pozycje pierwszą. "Pretty Noose" osiągnął miejsce czwarte pod koniec roku na kanadyjskiej Alternative Top 50. "Pretty Noose" dotarł do UK Top 20. "Pretty Noose" zadebiutował na pozycji 14 w Australii. Osiągnął top 20 w Nowej Zelandii i osiągnął ten sukces w Finlandii.

## Teledysk
Teledysk do "Pretty Noose" wyreżyserował Frank Kozik, który wcześniej tworzył plakaty i okładki płyt. Wideo miesza w sobie sceny z pobytu członków zespołu w klubie nocnym, Camerona na motocyklu, aresztowania, salonu tatuażu i Cornella w sypialni. W pierwotnej wersji zawierało scenę morderstwa kobiety, jednak scena ta ostatecznie została usunięta. Teledysk wydano w maju 1996 roku.

## Twórcy
- Chris Cornell – wokal, gitara
- Kim Thayil – gitara
- Ben Shepherd – bas
- Matt Cameron – perkusja, chórki

## Utwór na żywo
Zespół zagrał utwór na żywo m.in. podczas Saturday Night Live w maju 1996 roku, tą wersje znaleźć można na kompilacyjnym box-secie Telephantasm. Od momentu reaktywacji zespołu w 2010 roku, "Pretty Noose" jest regularnie grany na koncertach.

## Lista utworów
Promocyjne CD (USA)
1. "Pretty Noose" – 4:12

CD (Europa) and 7" Winyl (Europe)
1. "Pretty Noose" – 4:12
2. "Jerry Garcia's Finger" (Matt Cameron, Cornell, Ben Shepherd, Kim Thayil) – 4:00

CD (Europa)
1. "Pretty Noose" – 4:12
2. "Applebite" (Cameron, Cornell) – 5:10
3. "An Unkind" (Shepherd) – 2:08

Promocyjne CD (Wielka brytania)
1. "Pretty Noose" – 4:12

## Pozycje w zestawieniach
| Chart (1996)                        | Position |
| ----------------------------------- | -------- |
| Finnish Singles Chart               | 10       |
| UK Singles Chart                    | 14       |
| New Zealand Singles Chart           | 18       |
| Australian Singles Chart            | 22       |
| US Billboard Hot 100 Airplay        | 37       |
| US Modern Rock Tracks               | 2        |
| US Mainstream Rock Tracks           | 4        |
| Swedish Singles Chart               | 42       |
| Canadian Top Singles Chart          | 43       |
| Canadian RPM Rock/Alternative Chart | 1        |
| Swiss Singles Chart                 | 47       |